# Adolf Overweg
Adolf Overweg (Hamburg, 24 de juliol de 1822 - 27 de setembre de 1852), fou un geòleg, astrònom, i viatger alemany. Com a membre d'una missió per fixar rutes comercials a l'Àfrica central, va esdevenir la primera persona d'origen europeu en circumnavegar el Llac Txad.
El 1849 va formar part d'una expedició sota el comandament de James Richardson, creada per deixar Trípoli a la primavera de 1850, per tal d'ajudar a forjar relacions del govern britànic amb els regnes de l'Àfrica Central. Van creuar el Sàhara, i es van dividir el 1851, amb Overweg obrint senders per la ruta de Zinder a Kukawa, i acabar reunint-se novament amb l'expedició del científic Heinrich Barth. Després de 18 mesos d'explorar l'Emirat d'Adamawa, el riu Benue, i finalment completar la seva gesta més notable en circumnavegar el llac Txad, va morir a Maduari, Txad.